# Petite Russie
Petite Russie (tj. Malé Rusko) též Cité Citroën je obytný komplex nacházející se v Paříži ve 13. obvodu.

## Umístění
Petite Russie se nachází na adrese 22, Rue Barrault na západě 13. pařížského obvodu na západní straně Butte-aux-Cailles. Nachází se uprostřed bloku, celý je třípodlažní. Petite Russie převyšuje sousední obytný komplex Petite Alsace na jihu.

## Popis
Petite Russie tvoří nízké bílé dělnické domky umístěné ve dvou řadách. Obě řady jsou obklopeny společnou terasou.

## Historie
Komplex budov byl postaven v roce 1912 pro taxislužbu za účelem ubytování jejích zaměstnanců, převážně ruského původu. Obytné domy byly postaveny nad garážemi, ve kterých řidiči parkovali svá taxi.